# NGC 5739
NGC 5739 é uma galáxia espiral barrada (SB0-a) localizada na direcção da constelação de Boötes. Possui uma declinação de +41° 50' 35" e uma ascensão recta de 14 horas, 42 minutos e 28,9 segundos.
A galáxia NGC 5739 foi descoberta em 18 de Março de 1787 por William Herschel.